# 白幽灵传奇之绝命逃亡
《白幽灵传奇之绝命逃亡》（英語：Outcast）是一部2014年美中加合拍的动作片，由尼古拉斯·鲍威尔執導，海登·克里斯滕森、刘亦菲、尼可拉斯·凱吉、安志杰、吉克隽逸主演。尼可拉斯·凱吉称拍摄该片是為了向华人功夫影星李小龙致敬。為云南电影集团和电弧光影业一同制作。
電影原定於2014年9月26日在中國上映，後延期至2015年4月3日中国上映。

## 剧情
公主蓮的父皇被長兄無情殺害，不得不帶著年幼的弟弟昭踏上逃亡之路，他們將穿越重重險境與國境另一端的將軍們會合。這一支忠心護主的軍隊已整裝待發，誓死匡扶幼主重回朝廷繼承皇位。謀反的皇兄在國境內懸賞通緝蓮昭二人，使得兩人逃亡的路上無人相助。姐弟二人不得不僱傭看起來蠻橫無理的異族流浪漢——阿肯充當他們的保鏢。然而阿肯的來歷並不簡單：他飽受戰爭摧殘，來到東方是為了逃避十字軍帶給他的血腥記憶......

## 演員
| 演员            | 角色                | 备注                   |
| 海登·克里斯唐森 | 雅各布              | 逃避戰爭的十字軍戰士   |
| 刘亦菲          | 趙蓮                | 宋朝公主               |
| 尼可拉斯·凱吉   | 加爾萊因（Gallain） | 十字軍戰士、雅各布導師 |
| 苏嘉航          | 趙昭                | 二皇子、趙蓮皇弟       |
| 安志杰          | 趙星                | 大皇子、趙蓮皇兄       |
| 吉克隽逸        | 梅                  | 加爾萊因之妻           |
| 王錦涵          | 小梨                |                        |
| 張愛欽          | 日本武士            |                        |
| 石涼            | 宋朝皇帝            |                        |

## 製作
该片曾在北京、天津、河北省、云南省等地取景。
该片在2013年12月杀青。
尼可拉斯·凱吉的著名代表作如《国家宝藏》，這也是他首次參與中美合拍的電影演出，海登·克里斯滕森的著名代表作如《星球大戰前傳II：複製人侵略》。
该片是歌手吉克隽逸的电影处女作。

## 配樂
| 类型   | 名字             | 演唱者   | 备注   |
| 主题曲 | 《夏日时光》（Summer Time） | 吉克隽逸 | [ 17 ] |

## 發行
電影定於2014年9月26日在中國地區首映，但卻在當天上映的前兩小時緊急撤檔，雲南電影集團並未回應原因。后定档2015年1月16日，但为避免与发行方乐视影业的片子相撞，再次撤档，直到4月3日才正式上映。
中国大陆首周三天取得1130万人民币列第九位。

## 續集
2014年4月15日，製片人傑瑞米·波特公布了有關電影續集的相關計畫。